# Roditeljski motiv
Roditeljski motiv je vrsta biološkog motiva koji nas i životinje pokreće na brigu o potomstvu. Može biti veoma jak-jači i od gladi i od žeđi, što je eksperimentalno dokazano. Na primer, kada ženka pacova treba da pretrči preko naelektrisanog poda da bi stigla do cilja, ona podnosi mnogo jači napon, odnosno bol kada su cilj njeni mladunci, nego kada su cilj voda ili hrana.

## Prolaktin
Najvažnija organska osnova ovog motiva kod sisara jeste hormon prolactin. On reguliše lučenje mleka i utiče na materinsko ponašanje. Kada se prolaktin ubrizga ženkama koje nikada nisu imale mladunce, pa čak i mužjacima, oni počinju da prave gnezdo i da se ponašaju prema mladuncima kao prave mame.

## Materinsko ponašanje
Kod viših životinja materinsko ponašanje zavisi ne samo od organskih faktora već i od iskustva. Tako ženke majmuna koje su odrasle bez majčinske brige i ljubavi često nemaju potomstvo, a i kada imaju, obično su loše majke. Statistički podaci pokazuju da ovo važi i za žene. 
Roditeljski motiv kod ljudi povezan je sa snažnom ljubavlju prema deci, nežnošću, brigom i spremnošću na svaku žrtvu. Priroda ovog motiva kod ljudi je složena. Želja da se ima dete nije isto što i želja da se vodi briga o njemu i zato te motive treba razlikovati. Naime, želja da se ima dete nekada je povezana sa očekivanjem da će ono biti bliska i pouzdana osoba, spremna da pomogne u životu, a naročito u starosti.